# ISO 3166-2:PE
ISO 3166-2:PE è la specifica dello standard ISO 3166-2, parte della norma ISO 3166 dell'Organizzazione internazionale per la normazione (ISO), che definisce i codici per i nomi delle principali suddivisioni del Perù (il cui codice ISO 3166-1 alpha-2 è PE).
Attualmente i codici coprono le 25 regioni e la provincia a statuto speciale di Lima. Iniziano con la sigla PE-, seguita da tre lettere.

## Codici attuali
I codici e i nomi sono elencati nell'ordine standard ufficiale pubblicato dalla ISO 3166 Maintenance Agency (ISO 3166/MA).
| Codice | Suddivisione  | Tipo                         |
| ------ | ------------- | ---------------------------- |
| PE-CAL | Callao        | regione                      |
| PE-AMA | Amazonas      | regione                      |
| PE-ANC | Ancash        | regione                      |
| PE-APU | Apurímac      | regione                      |
| PE-ARE | Arequipa      | regione                      |
| PE-AYA | Ayacucho      | regione                      |
| PE-CAJ | Cajamarca     | regione                      |
| PE-CUS | Cusco         | regione                      |
| PE-HUV | Huancavelica  | regione                      |
| PE-HUC | Huánuco       | regione                      |
| PE-ICA | Ica           | regione                      |
| PE-JUN | Junín         | regione                      |
| PE-LAL | La Libertad   | regione                      |
| PE-LAM | Lambayeque    | regione                      |
| PE-LIM | Lima          | provincia a statuto speciale |
| PE-LOR | Loreto        | regione                      |
| PE-MDD | Madre de Dios | regione                      |
| PE-MOQ | Moquegua      | regione                      |
| PE-PAS | Pasco         | regione                      |
| PE-PIU | Piura         | regione                      |
| PE-PUN | Puno          | regione                      |
| PE-SAM | San Martín    | regione                      |
| PE-TAC | Tacna         | regione                      |
| PE-TUM | Tumbes        | regione                      |
| PE-UCA | Ucayali       | regione                      |

Note
1. ↑  La provincia di Lima, compresa la capitale Lima, separata dal dipartimento nel 2002, non fa parte di alcuna regione.